# Il giardino di casa Fortuny
Il giardino di casa Fortuny (Jardín de la casa de Fortuny) è un dipinto su tavola creato da Marià Fortuny i Marsal e terminato da Raimundo de Madrazo, il suo cognato, dopo la sua morte. La collaborazione artistica tra questi due personaggi fu costante. Quest'opera specifica è datata intorno al 1872 e sarebbe stata completata intorno all'anno 1877. Attualmente si trova al museo nazionale del Prado.

## Storia
Intorno all'anno 1870 Fortuny, assieme alla sua famiglia, si installò a Granada, dove loro noleggiarono varie case per stabilirsi al numero 1 del Realejo Bajo, ai piedi dell'Alhambra, una zona nella quale si trovavano gli antichi orti reali dei monarchi nasridi. In questa casa, in particolare nel cortile, dipingeva dei modelli al naturale. Qui passò una delle fasi migliori della sua vita fino al suo ritorno a Roma. Una volta sistematosi qui. cominciò a lavorare immediatamente, emozionato dalla ricchezza plastica che lo circondava.

## Descrizione
Fortuny, nell'opera, raffigurò il giardino di questa casa nella quale viveva a Granada. Si vede una grande verticalità segnata dagli alberi, dei cipressi, che realizzò per primi e che sembrano tagliati nella parte superiore. Questa scena richiama un'opera del Velázquez, Entrata della grotta nel giardino di villa Medici a Roma. In seguito, con grandi pennellate orizzontali e compatte, dipinse gli spazi del cielo che si trovavano tra di loro. La linea dell'orizzonte sembra segnata dal muro bianco imbiancato sullo sfondo, una caratteristica dei paesi caldi del sud della penisola, che illumina la scena.
Un altro taglio orizzontale è rappresentato dalla siepe, che si trova in un piano più vicino alla spettatore. Sullo sfondo a sinistra si apre un cammino, nel quale si vede una fontana, anche questa una caratteristica delle città del sud. Questa fonte si può considerare il punto di fuga nel quale convergono tutti gli sguardi, dando questa profondità alla scena grazie alla gradazione e alla successione degli spazi di luce e ombra.
In primo piano, c'è un sentiero di pietre, trattate con una minuziosità sufficiente. Fortuny lasciò lo spazio nel lato sinistro del quadro, nel sentiero pietroso, per dipingere un cane addormentato, sdraiato all'ombra. Egli tracciò solo le linee dell'animale. Egli catturò alla perfezione la struttura delle piante e degli alberi, così come pure l'atmosfera, le ombre e le luci del giorno, di quello che si potrebbe considerare un giorno d'estate. Si può anche sottolineare che usa appena il colore nero per creare le ombre, una caratteristica degli artisti dell'impressionismo.
Marià Fortuny  morirà nel 1874 e l'opera rimarrà incompiuta, finché non verrà conclusa dal pittore Raimundo Madrazo, il suo cognato e con il quale aveva collaborato in varie occasioni. Raimundo aggiunse in quest'opera la figura del cane addormentato, sicuramente tenendo conto degli studi di questi animali che aveva realizzato Fortuny e che sua moglie conservava. Egli donò al pelo di questo animale una gran qualità, con una pennellata svelta. L'altra figura che aggiunse nell'opera fu quella della sua sorella Cecilia de Madrazo, moglie di Fortuny, che passeggia sotto il sole, riparata da esso sotto un ombrello dal colore rosso vibrante. Cecilia appare vestita distintamente con un abito che segue la moda francese. Con la mano che non sostiene l'ombrello regge un ventaglio, un accessorio di moda concorde con il periodo nel quale si suppone che sia stata realizzata l'opera, l'estate. La figura della vedova di Fortuny doveva essere sovrapposta alla siepe che questi aveva già realizzato in precedenza. Introducendo sia la figura del cane che della moglie del Fortuny, l'opera acquista un'intimità maggiore. Inoltre, in questo intervento Madrazo modificò l'ombra in primo piano, unificandola e dandole la sensazione dell'uniformità. Infine, Raimundo firmò l'opera nella parte in basso a sinistra del quadro.